# Kyle Parker
Kyle James Parker (né le 30 septembre 1989 à Fort Thomas, Kentucky, États-Unis) est un voltigeur et joueur de premier but ayant évolué pour les Rockies du Colorado en 2014 et 2015 dans la Ligue majeure de baseball.

## Carrière
Kyle Parker est joueur de baseball et de football américain des Tigers de l'université de Clemson en Caroline du Sud. Il est le quart-arrière de Clemson au Meineke Car Care Bowl, perdu contre South Florida en décembre 2010. Il reçoit un premier contrat de 1,4 million de dollars pour joindre les Rockies du Colorado de la Ligue majeure de baseball, qui en font leur choix de première ronde au repêchage amateur du baseball en juin 2010.
Parker fait ses débuts dans le baseball majeur avec Colorado le 16 juin 2014. En 64 matchs joués pour les Rockies en deux saisons (2014 et 2015), il ne frappe que pour ,182 de moyenne au bâton avec 3circuits et 12 points produits. Il est libéré de son contrat le 2 avril 2016.